# 惠新西街南口站
惠新西街南口站位于中华人民共和国北京市朝阳区小关街道与和平街街道交界惠新西街、北土城东路、樱花园西街交叉口元大都城垣遗址公园北侧，是北京地铁5号线和10号线的地铁换乘站，因位于惠新西街南端得名，有时也简称“惠南站”。该站在建设阶段曾称北土城东路站。

## 車站結構

### 车站楼层及换乘
惠新西街南口站为地下车站。5号线和10號線和站廳在地下一層，設有2個不連通站廳及2個側式站台。10號線如需換向，需走两侧的换向通道，或下一層前往五號線站台換乘及向前行到另一部電梯往上另一個站台。5號線岛式站台则在地下2层。
| 地面层                                | 出入口                      | A—D出入口                         |
| 地下一层 5、10号线站厅层 10号线站台层 | 站厅                        | 客务中心、自动售票机、进出站闸机  |
| 地下一层 5、10号线站厅层 10号线站台层 | 侧式站台，右側開门          |                                   |
| 地下一层 5、10号线站厅层 10号线站台层 | █ 10号线外环（安贞门）      |                                   |
| 地下一层 5、10号线站厅层 10号线站台层 | █ 10号线内环（芍药居）      |                                   |
| 地下一层 5、10号线站厅层 10号线站台层 | 侧式站台，右側開门          |                                   |
| 地下一层 5、10号线站厅层 10号线站台层 | 站厅                        | 客务中心、自动售票机、进出站闸机  |
| -                                     | 夹层                        | 10号线换向通道                    |
| 地下二层 5号线站台层                  |                             | █ 5号线往天通苑北（惠新西街北口） |
| 地下二层 5号线站台层                  | 岛式站台，左側開门          |                                   |
| 地下二层 5号线站台层                  | █ 5号线往宋家庄（和平西桥） |                                   |

### 站厅

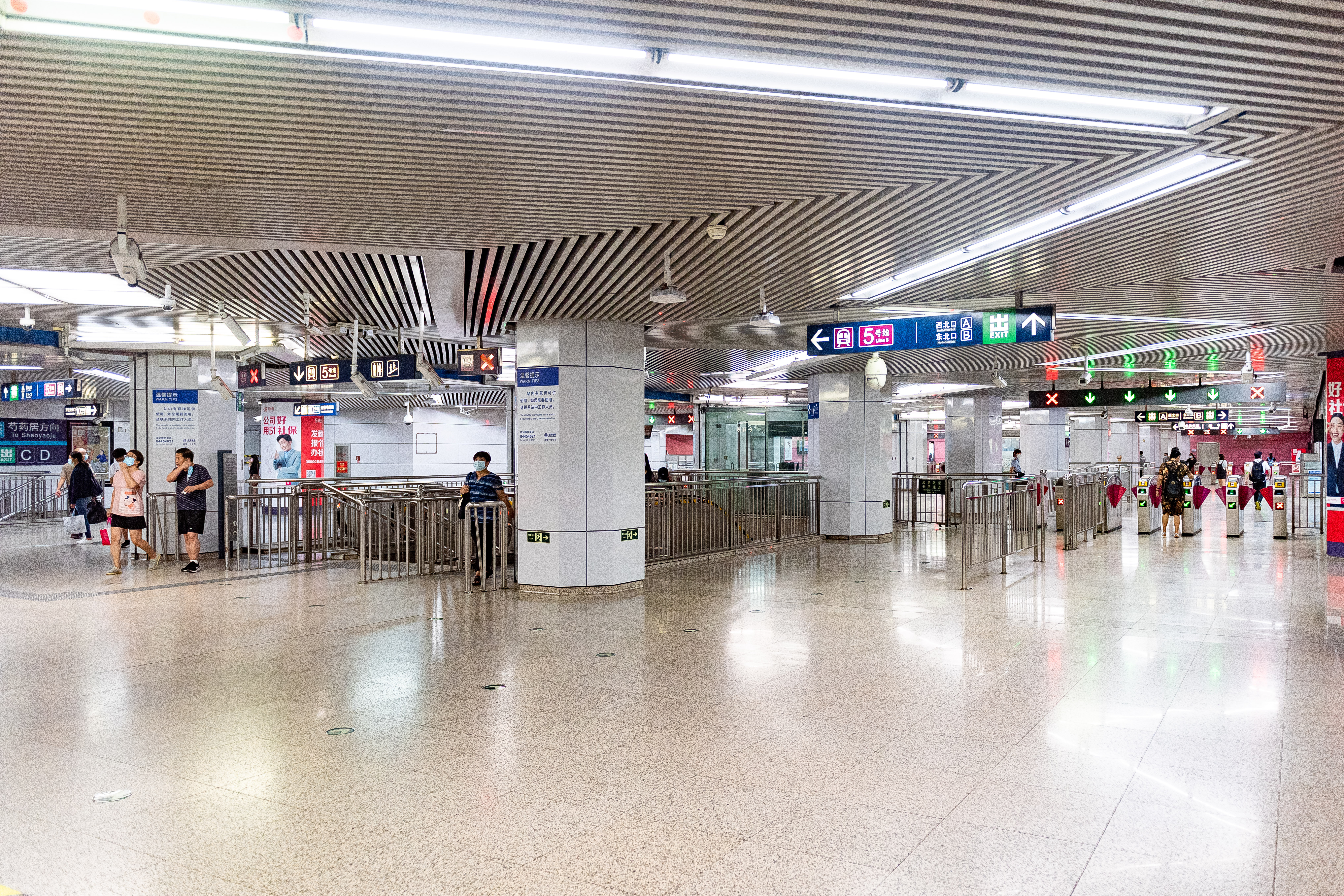
北站厅（2021年7月摄）

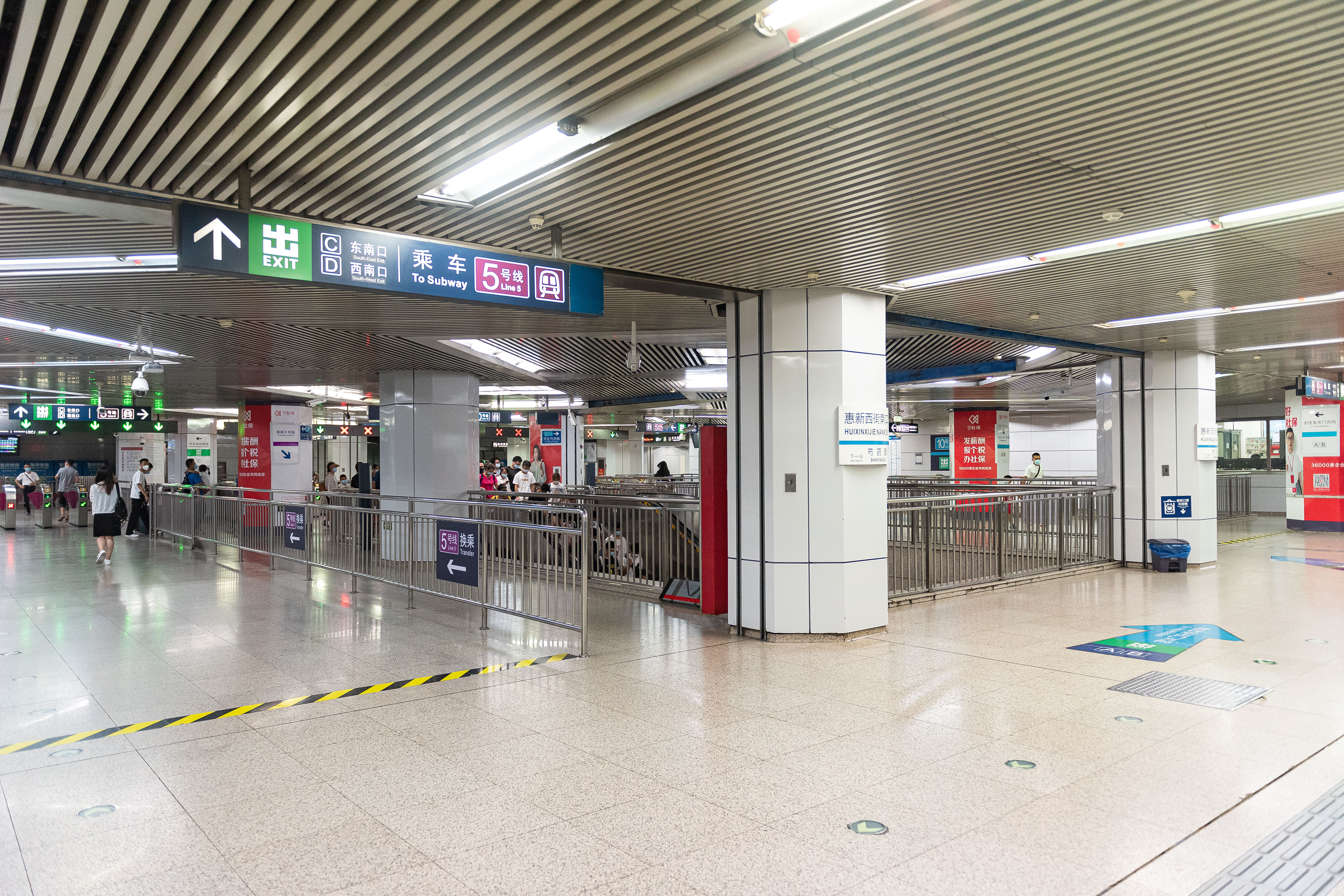
南站厅（2021年7月摄）

惠新西街南口站的站厅分别位于路口南北两侧，与10号线站台同层，其中北站厅付费区分为南北两部分。2023年8月，北站厅付费区南北两部分打通，闸机从中间往两侧的进出站通道方向移动。

### 站台
5号线惠新西街南口站站台位于惠新西街-樱花园西街地底，为岛式站台。10号线站台位于北土城东路地下，与下层的5号线站台垂直，为侧式站台。两线站台均设有屏蔽门。5号线月台南端及10号线月台东端均设有一条单渡线。本站东南象限设有一条5号线与10号线之间联络线。
- 10号线外环方向站台（2021年2月摄）

## 出入口
本站共设4个出入口：A（西北），B（东北），C（东南），D（西南）
|                           |            |                                        |      |            |
|                           |            |                                        |      |            |
| 编号                      | 指示       | 建议前往的目的地                       | 图片 | 无障碍设施 |
| 连通 5号线 10号线站厅     |            |                                        |      |            |
| 出口 · A                  | 惠新西街   | 中航发展大厦                           |      | 不適用     |
| 出口 · B · 轮椅升降台标志 | 北土城东路 | 惠新里小区、中国日报社                 |      |            |
| 出口 · C · 轮椅升降台标志 | 樱花园西街 | 樱花园、中日友好医院、对外经济贸易大学 |      |            |
| 出口 · D                  | 樱花园西街 | 国典华园、胜古北里、元大都城垣遗址公园 |      | 不適用     |
| 註： 設有輪椅升降台       |            |                                        |      |            |

## 事故
- 2014年11月6日晚上7时，在该站有一位女乘客在乘车过程中卡在屏蔽门和车门之间，导致列车启动后掉下站台，该乘客送院后不治身亡。[6]据悉，女死者为潘小梅，33岁，河北承德人。[7]